# ویولاگزانتین
ویولاگزانتین (انگلیسی: Violaxanthin) نوعی رنگدانه گزانتوفیلی با رنگ نارنجی است که در شماری از گیاهان از جمله بنفشه دورگه یافت شده و در برخی کشورها با عدد ئی E161e به عنوان رنگ خوراکی استفاده می‌شود.